# 怀远楼
怀远楼位于福建省漳州市南靖县梅林镇坎下村。建于清代。双环圆土楼，占地面积1384.7平方米，建筑面积3468平方米，保存较好。2001年被列为福建省文物保护单位，2006年被列为全国重点文物保护单位，2008年作为福建土楼的典型代表被列为世界文化遗产。

## 图库

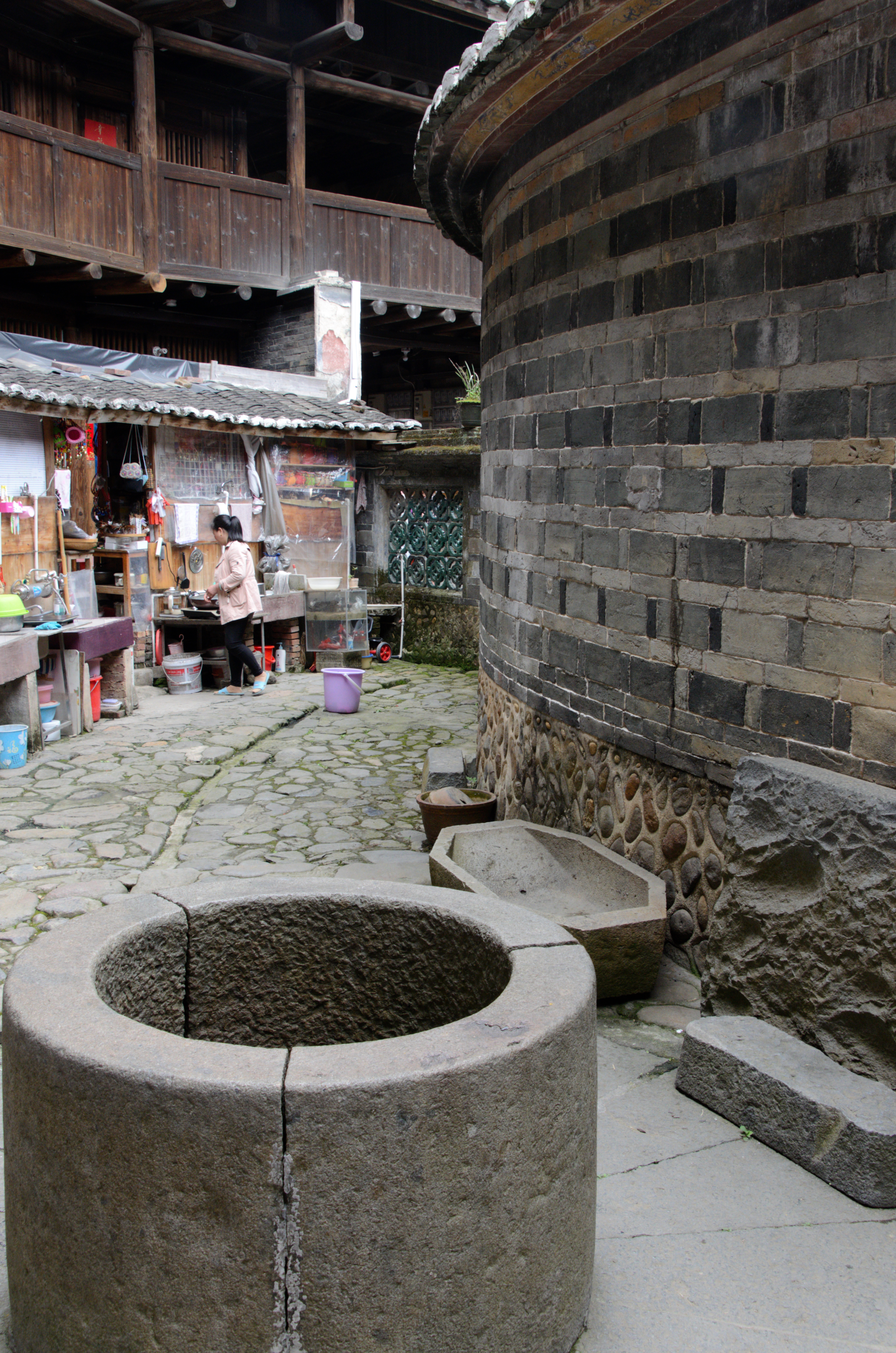
怀远楼内
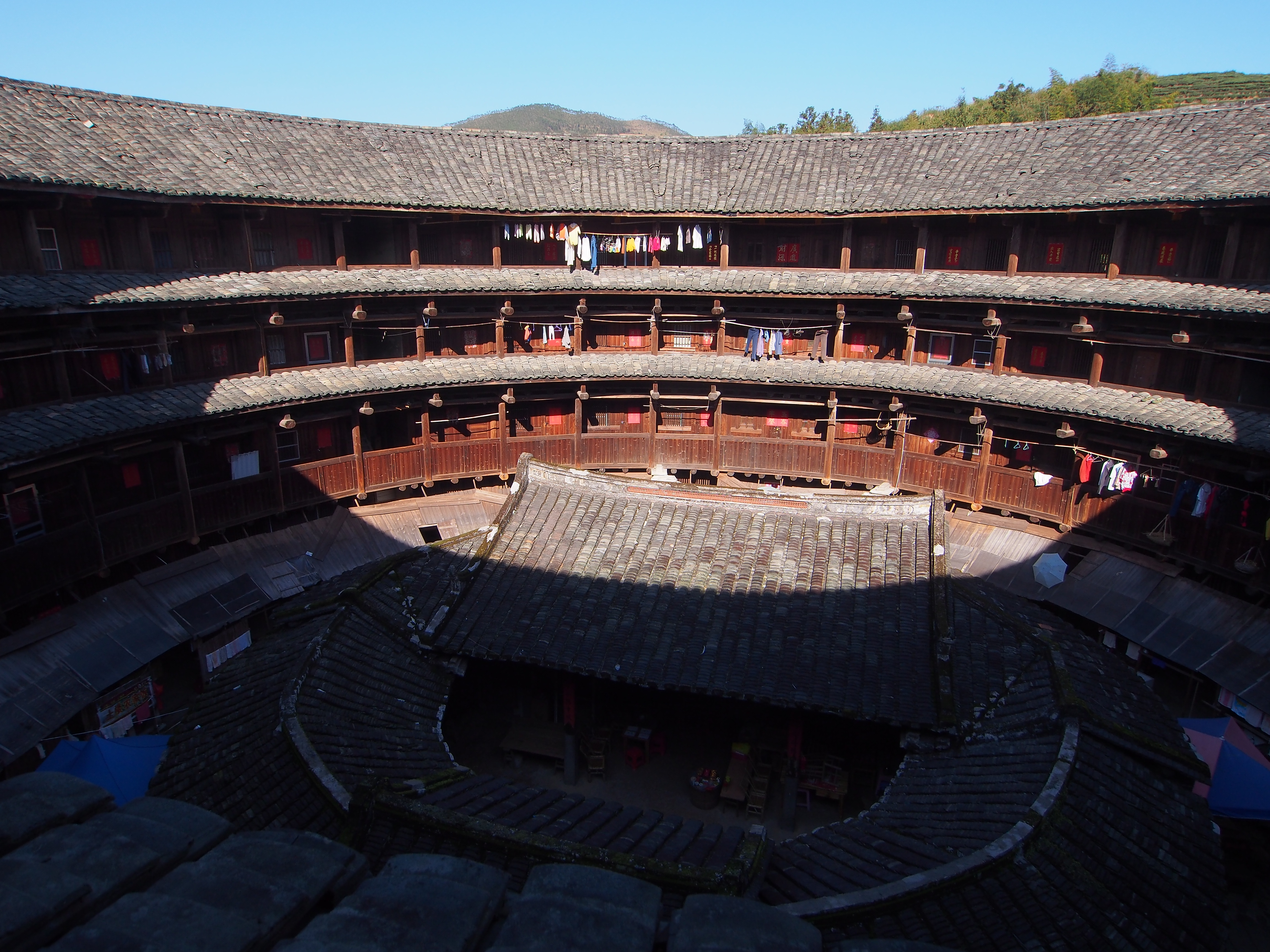
怀远楼内全景
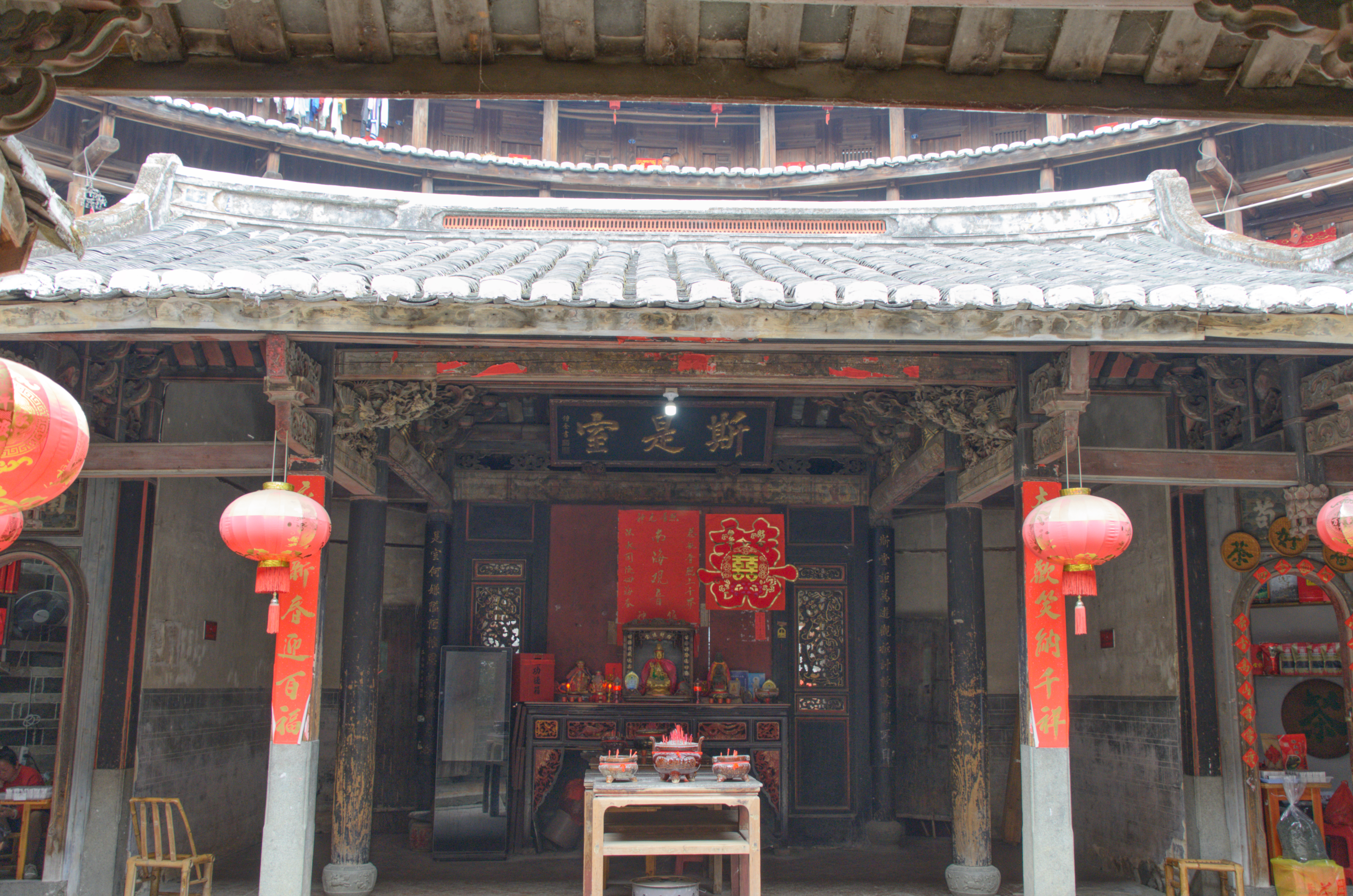
楼内斯是室